# Encryphia punctilineata
Encryphia punctilineata là một loài bướm đêm trong họ Geometridae.